# 未来影视城

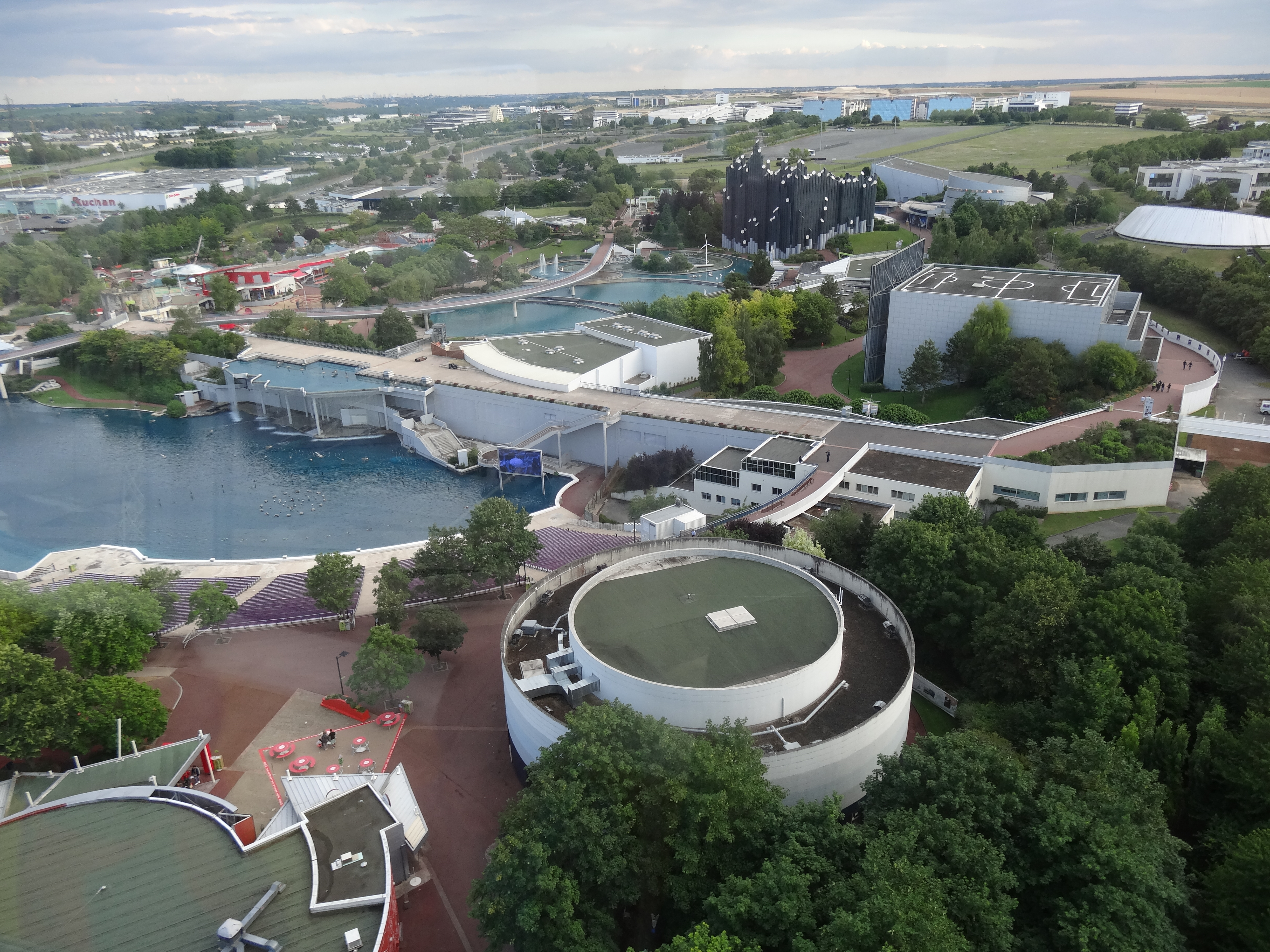
園區

未来影视城（法語：Futuroscope) 是位於法國城市普瓦捷附近的一個主題樂園，內有數個3D及4D影院。未來世界動感樂園開業於1987年。2010年，有超過182萬名遊客到訪未來世界動感樂園，是法國參觀人數最多的主題樂園之一。
未来影视城东侧还设有专门的火车站，有TGV列车可直达巴黎。